# Anaplectoides vittata
Anaplectoides vittata là một loài bướm đêm trong họ Noctuidae.